# Malvasia di Casorzo d’Asti
Malvasia di Casorzo d’Asti ist der Name eines italienischen Weinbaugebiets in der Nähe der Gemeinde Casorzo, Provinz Asti, Piemont. Die Weinberge liegen in den Gemeinden Casorzo, Vignale Monferrato, Altavilla Monferrato, Ottiglio, Grazzano Badoglio und Olivola verteilt. Insgesamt 72 Winzer bearbeiten die 49,2 Hektar zugelassenen Reblands und erzeugen süße Dessertweine aus den Rebsorten Malvasia di Casorzo (mindestens 90 %) sowie Freisa und/oder Grignolino und/oder Barbera. Das Weinbaugebiet hat seit dem 26. Mai 1997 den Status einer Denominazione di origine controllata (kurz DOC). Die einzelnen angebotenen Rotweine sind:
- Casorzo oder Malvasia di Casorzo, ein kirsch- bis rubinroter Stillwein, der über einen Mindestalkoholgehalt von 10,5 Volumenprozent verfügt und eine Restsüße von mindestens 45 g/l besitzt.
- Casorzo Spumante oder Malvasia di Casorzo Spumante, ein roséfarbener Schaumwein (Qualität Spumante), der über einen Mindestalkoholgehalt von 11 % verfügt und eine Restsüße von mindestens 65 g/l besitzt.
- Casorzo Passito oder Malvasia di Casorzo Passito, ein rubinroter Dessertwein aus getrockneten, teilrosinierten (→ Passito) Trauben, der über einen Mindestalkoholgehalt von 15 % verfügt und eine Restsüße von mindestens 100 g/l besitzt.